# Ganesa Macula
La Ganesa Macula è una struttura geologica della superficie di Titano.